# Swamp Thing (strip)
Swamp Thing is een gagstrip bedacht door de Nederlander Floris Oudshoorn.
Het eerste verhaal verscheen in 1999 in het jeugdblad Hello You!. Het eerste album kwam uit in 2006.

## Inhoud
Swamp Thing, ook wel Swampie genoemd, is een albino-krokodilachtige (oorspronkelijk paars) en woont in een moeras. Er wonen ook verscheidene dieren waaronder Raoul en Ted E. Beer, een teddybeer.
De gags spelen zich af in 3 plaatjes en soms verspreid over enkele pagina's. Af en toe werd er afgewisseld met een langgerekt plaatje oftewel een cartoon. Veel grappen zijn woordloos.

## Personages

### Hoofdpersonages
- Swamp Thing: Het hoofdpersonage van de strip. Hij drinkt graag bier. heeft een grote bek maar een klein hartje. Zijn beste vriend is Ted.
- Ted E. Beer: Een jonge teddybeer die de beste vriend is van Swamp. Na een hartoperatie kwam hij naar Swampland voor zijn rust. Verder is hij meestal erg verstandig.
- Raoul Achemaniedenkdakdagabetale: Een Tasmaanse duivel. Een sterke persoonlijkheid en een enthousiast voorstander van de vrijheid van meningsuiting. Al gebruikt hij die vooral om dingen weg te protesteren.

### Gastpersonages
- Fideau: De hond van Swamp Thing en geboren zonder pootjes.
- Belinda van Bil: Vriendin van Swamp die bijklust als gezelschapsdame.
- Sjef en Chef: De sterke arm der wet. Ze zijn moeilijk uit elkaar te halen. Swamp krijgt altijd bekeuringen van hen.
- Dokter O. O. O. Zeldenrust. De plaatselijke arts. Hij heeft het niet zo op wonderdokters en alternatieve geneesmiddelen.
- Swampette: Het lief van Swamp.
- Sticky: Pater familias van een uitgebreide familie egels.
- Kikker: Een kikker die vaak bij Swamp in de buurt is.
- Anita Muscaria: Een paddenstoel die op verschillende plekken van het moeras waargenomen kan worden. Ze heeft een grote familie.
- Geertruide Mary: Het lief van Raoul. Ze protesteert vaak met borden met het opschrift Weg met de Liefde. Sinds ze Raoul kent betogen ze samen.
- Snelle Jelle: De snelste gauwdief van de streek. Zijn innemend voorkomen verdoezelt een volkomen rot karakter.
- Geert Wildebeesters: Een lokale politicus met vele issues, waarvan sommige politiek.

## Publicatiegeschiedenis

### Hello You!
De Nederlandse uitgeverij Malmberg gaf een educatief tijdschrift uit, Hello You!. In 1999 zocht Hello You! een dierenstrip waarna Floris Oudshoorn een strip met een paarse krokodil tekende. Doordat het een Engelstalig tijdschrift was, verscheen de strip oorspronkelijk in het Engels onder de naam Swamp Thing. Na twee jaargangen werd de strip stopgezet.

### Het Parool/Atlas/Oog & Blik
In 2006 hield het dagblad Het Parool een stripwedstrijd waarin Oudshoorn deelnam met Swamp Thing. Oudshoorn werd tweede na Michiel van der Pol. De hoofdprijs was een jaar lang betaald in Het Parool mogen publiceren. Oudshoorn vond het te veel werk om Swamp Thing elke dag paars te kleuren, waarop hij besloot om de krokodil wit te laten. Hierop verscheen de strip in Het Parool. De verhalen verschenen in het Nederlands.
Uitgeverij Malmberg gaf ook het blad Jippo uit.
In september 2005 verscheen Jippo, dat halverwege de jaren 90 was stopgezet, opnieuw. Hierin verscheen later deze stripreeks ook onder de titel Swamp & Zo. Het verscheen ook in het tijdschrift Nickelodeon Magazine. Vervolgens verscheen Swamp Thing ook bij Veronica Magazine en Stripnieuws.
Vanaf 2006 verschenen er stripalbums van deze stripreeks. Eerst verschenen er drie stripalbums bij de uitgeverijen Atlas en Oog & Blik.

### De Pers/Bezige Bij/Strip2000
In januari 2009 werd deze strip in Het Parool stopgezet. Hierop verscheen de strip in De Pers, maar in datzelfde jaar stopte Atlas met de albumuitgaven van deze reeks.
Daarnaast werd Oog & Blik onderdeel van uitgeverij De Bezige Bij. Het vierde album verscheen dan bij Oog & Blik en de Bezige Bij. Vervolgens stapte Oudshoorn in 2013 over naar Strip2000. Na het faillissement van Strip2000 verschijnt Swamp Thing bij uitgeverij Syndikaat.
De auteur gebruikte oorspronkelijk een omsteekpen om te inkten, maar schakelde later over naar een bredere kroontjespen.

## Albums
Alle albums werden geschreven en getekend door Floris Oudshoorn. De eerste 3 albums verschenen bij de uitgeverijen Atlas en Oog & Blik. Het vierde album verscheen bij Oog & Blik en De Bezige Bij. Daarna verschenen de albums bij Strip2000.
| Nr. | Titel                                 | Uitgavejaar album |
| --- | ------------------------------------- | ----------------- |
| 1   | Swamp Thing                           | 2006              |
| 2   | Deel 2                                | 2007              |
| 3   | Deel 3                                | 2009              |
| 4   | Deel 4                                | 2011              |
| 5   | Swamp Thing duikt weer op             | 2013              |
| 6   | Swamp Thing doet gezellig mee         | 2014              |
| 7   | Swamp Thing ziet het zonnig in        | 2015              |
| 8   | Swamp Thing wordt een hele grote      | 2016              |
| 9   | Swamp Thing nein, nein, nein! is gek! | 2017              |